# Meconopsis punicea
Meconopsis punicea är en vallmoväxtart som beskrevs av Carl Maximowicz. Meconopsis punicea ingår i släktet bergvallmor, och familjen vallmoväxter. Inga underarter finns listade i Catalogue of Life.